# Massango
Massango é uma cidade e município da província de Malanje, em Angola.
Tem 7 899 km² e cerca de 41 mil habitantes. É limitado a norte pelos municípios de Cangola e Quihuhu, a leste pelos municípios de Marimba e Bange-Angola, a sul pelos municípios de Caombo e Cuale, e a oeste pelo município de Cangola.
O município é constituído apenas pela comuna-sede. Até setembro de 2024 seu território continha as comunas de Quihuhu e Quinguengue.
O município foi criado a 27 de dezembro de 1961. Até 1975, a localidade designava-se "Forte República".
O município ganhou este nome por ser produtor do cereal "massango", nome popular da espécie pennisetum glaucum, da família dos painços. Na região serve principalmente para a preparação de bebidas espirituosas e na fabricação de farinha, esta utilizada como ingrediente do tradicional prato do funge, muito valorizado na culinária massanguense.